# Great White North Records
Great White North Records war ein kanadisches Musiklabel aus Sainte-Julie, das auf verschiedene extremere Spielarten des Heavy Metal spezialisiert war. Gegründet wurde es 1999 von Rémi Côté und Stephan Bélanger, die beide zuvor schon Erfahrungen mit eigenen Labels gemacht hatten.
Zusätzlich wurden zwei Tochtergesellschaften gegründet, deren Augenmerk auf einzelnen Genres lag: Grind It! Records (Grindcore, Crust Punk) und Demÿsteriis (Black Metal und verwandte Stile).

## Veröffentlichungen (Auswahl)
| Gruppe         | Titel                          | Jahr | Kommentar              |
| -------------- | ------------------------------ | ---- | ---------------------- |
| Ghoulunatics   | Mystralengine                  | 1999 |                        |
| Suffocate      | Exit 64                        | 2000 | Wiederveröffentlichung |
| Obliveon       | Greatest Pits                  | 2002 | Kompilation            |
| Divina Enema   | Under Phoenix Phenomenon       | 2003 |                        |
| The Mass       | Towards Darkness               | 2004 |                        |
| Aggression     | The Full Treatment             | 2005 | Wiederveröffentlichung |
| Mind Eclipse   | Utopia: Formula of God         | 2005 |                        |
| Fuck the Facts | Collection of Splits 2002–2004 | 2006 | Kompilation            |